# 오충환 (연출가)
오충환은 대한민국의 드라마 연출가이다.

## 작품 목록

### 드라마
- 2009년 SBS 월화 미니시리즈 《천사의 유혹》 ... 조연출
- 2010년 ~ 2011년 SBS 저녁 일일드라마 《호박꽃 순정》 ... 조연출
- 2012년 SBS 월화 미니시리즈 《샐러리맨 초한지》 ... 조연출
- 2012년 SBS 주말 특별기획드라마 《다섯 손가락》 ... 조연출
- 2012년 SBS 저녁 일일드라마 《가족의 탄생》 ... 공동연출
- 2013년 ~ 2014년 SBS 드라마스페셜 《별에서 온 그대》 ... 공동연출
- 2015년 SBS 2부작 금요드라마 《내일을 향해 뛰어라》 ... 연출
- 2015년 SBS 드라마스페셜 《냄새를 보는 소녀》 ... 공동연출
- 2016년 SBS 월화 미니시리즈 《닥터스》 ... 연출
- 2017년 SBS 드라마스페셜 《당신이 잠든 사이에》 ... 연출
- 2019년 tvN 주말 미니시리즈 《호텔 델루나》 ... 연출
- 2020년 tvN 주말 미니시리즈 《스타트업》 ... 연출
- 2022년 MBC 금토 미니시리즈 《빅 마우스》 ... 연출
- 2023년 tvN 주말 미니시리즈 《무인도의 디바》 ... 연출

## 같이 보기
- 장태유
- 박혜련 (작가)